# Біловезька Пуща
52°45′36″ пн. ш. 23°52′1″ сх. д. / 52.76000° пн. ш. 23.86694° сх. д.
Білове́зька Пу́ща — державне заповідно-мисливське господарство на південному заході Білорусі (в межах Гродненської і Берестейської областей) та на території Польщі, розміщена на вододілі річок Західного Бугу, Німану і Прип'яті. Загальна площа 76 700 га, з яких 72 000 га знаходиться в Білорусі, а 4 700 га в Польщі. 80 % території Біловезької пущі Білорусі — незаймані ліси, в яких налічується понад 20 видів деревних рослин. З них найпоширеніші — сосна, ялина, дуб, граб, береза, вільха, ясен.
Назва «Біловезька Пуща» походить від збудованої тут у XIII столітті Білої вежі.
На території Державного національного парку «Біловезька Пуща» знаходиться урядова резиденція Вискулі. У 1991 році, після українського референдуму про незалежність, в цій резиденції були підписані Біловезькі угоди, що визначили розпад СРСР.

## Історія

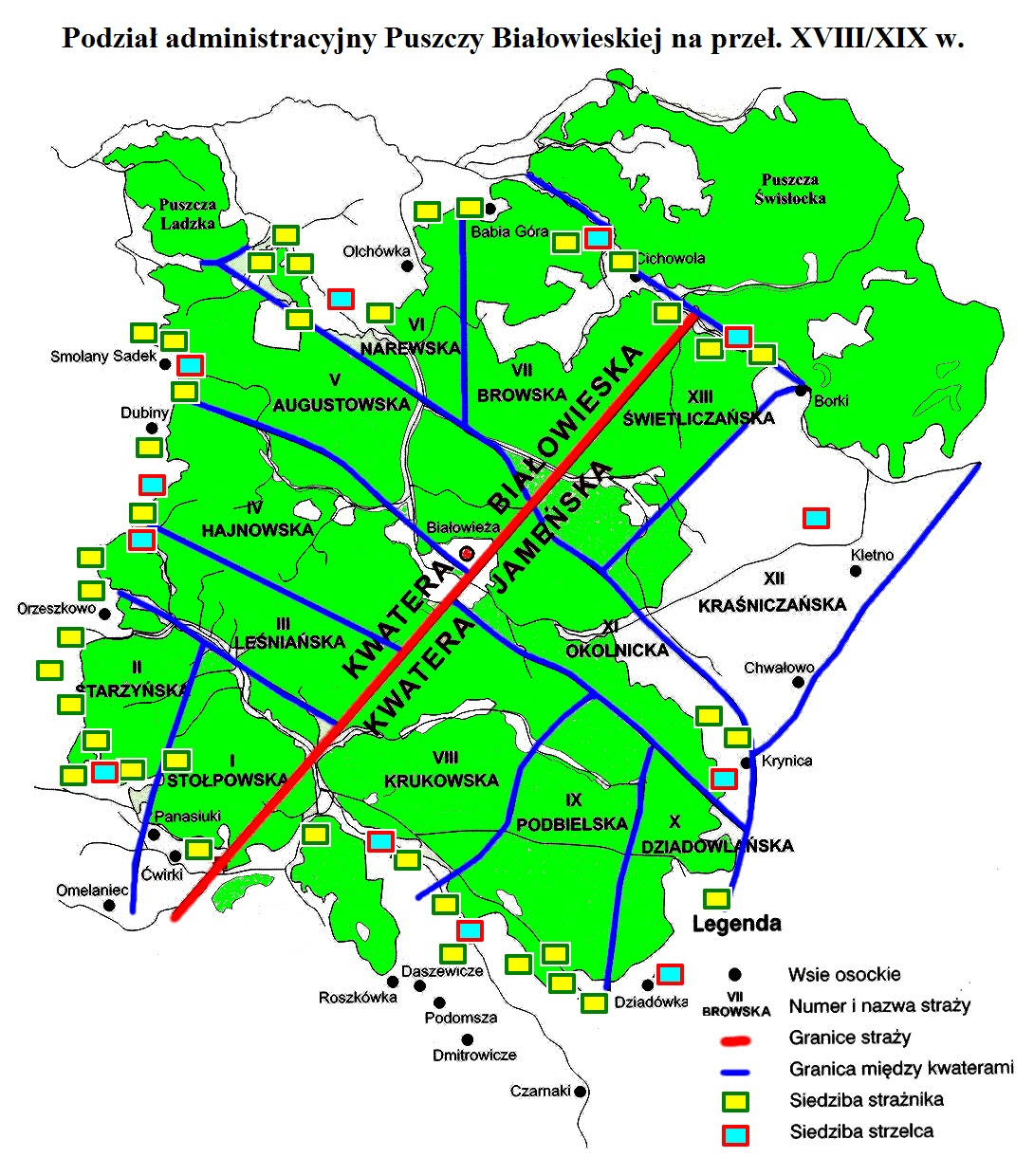
Адміністративний поділ Біловезької пущі у XVIII — XIX століттях

Як природна охоронна територія Біловезька Пуща відома ще з кінця XIV — початку XV століття. З 1413 року знаходилася в польському володінні, а з 1795 року увійшла до складу Російської імперії.
З 1919 року перейшла до Польщі, де у 1921 році було утворено лісництво «Резерват» (4 693 га) і охоплено абсолютно заповідною охороною 1 061 га.
У 1939 році Біловезька Пуща увійшла до складу БРСР і на її території був організований Білоруський державний заповідник «Біловезька Пуща». З 1957 року отримала статус Державного заповідно-мисливського господарства, у 1991 році реорганізована в Державний національний парк.
У 1992 році рішенням ЮНЕСКО під № 73 Державний Національний парк «Біловезька Пуща» включений в Список світової спадщини людства.

## Рослинність

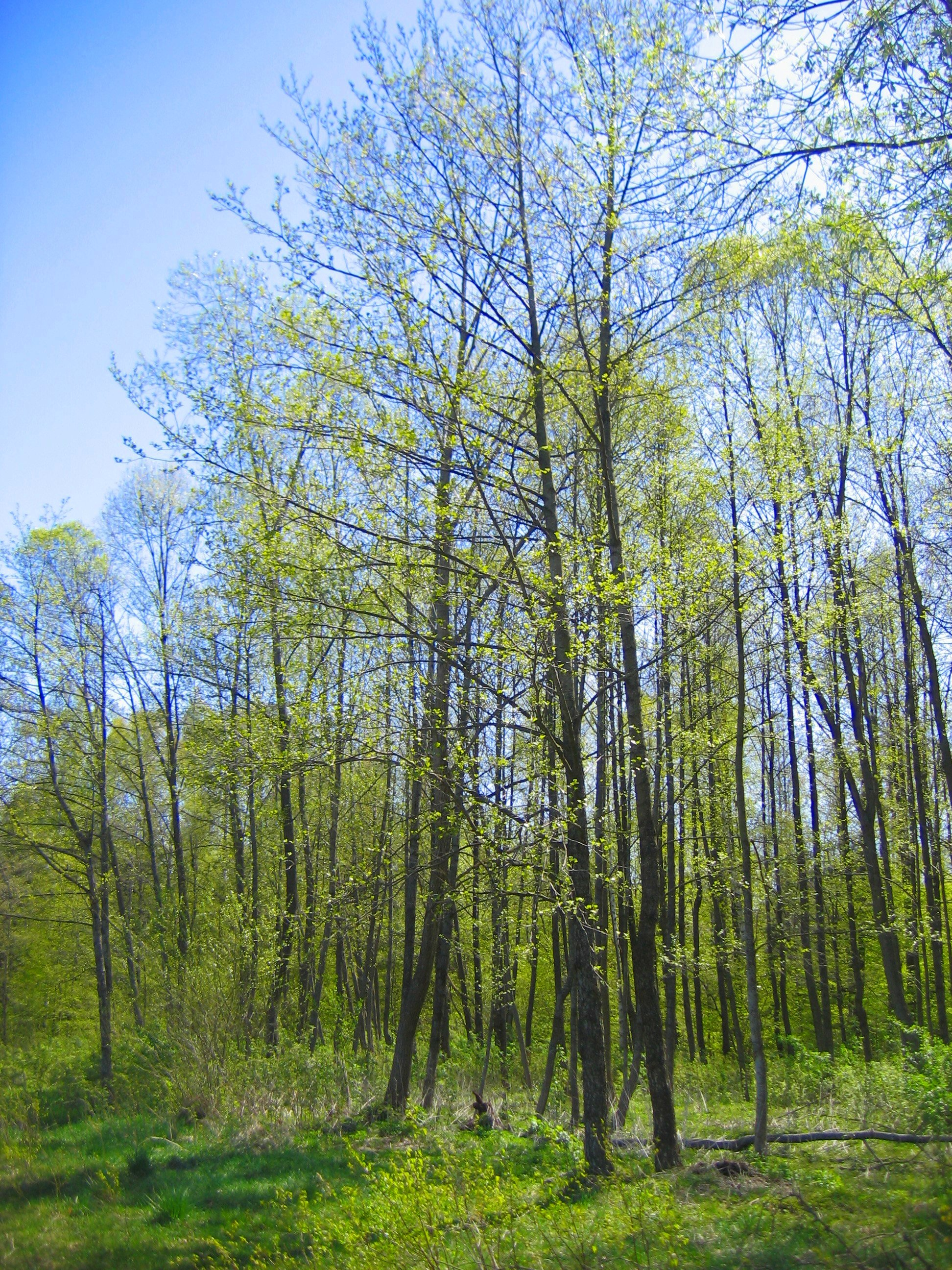
Ділянка чорновільхового лісу

Флора пущі представлена 900 видами судинних спорових і насінних рослин, що становить 64 % видового складу рослин, що ростуть на території республіки:
- хвойні породи представлені сосною звичайною та ялиною європейською, а також рідкісною в регіоні ялицею білою. Поблизу південної околиці пущі проходить межа суцільного поширення ялини;
- листяні представляють: дуб черешчатий, береза бородавчата та пухнаста, граб, вільха чорна, ясен звичайний, осика. Значно рідше зустрічаються дуб скельний, в'язи шорсткий і гладкий.

У пущі зростає приблизно 260 видів мохів, понад 290 видів лишайників та 570 видів грибів.
Біловезькі ліси відрізняються наявністю ділянок незайманих лісів. В основному (більш ніж половина) представлені високовіковим деревостоєм (100–200 років), що сформувалися і розвиваються у відносно природних умовах. Є ділянки у віці 250–350 років, збереглися окремі дерева у віці 300–600 років. Хвойні ліси становлять 68,8 % лісопокритої площі і представлені переважно сосновими лісами (58 %), ялинові 10,7 %. Широколистих лісів в пущі 5,8 %, приблизно стільки ж дрібнолистих похідних лісів. Поширені листяні корінні болотні ліси (18,7 %). Мохові та трав'яні болота займають площу 3,16 тисячі га. Болота як регулятори газового складу атмосфери та гідрологічного режиму відіграють важливу роль у підтриманні стабільності екосистем Біловезької пущі та збереження її біорізноманіття.

## Тваринний світ
Фауна пущі налічує більше ніж 10 тисяч видів. Тут мешкає 59 видів ссавців, зокрема найбільший представник сучасної європейської фауни — зубр. Найчисленніші гризуни — 20 видів. Серед них найпримітнішим є бобер. З хижаків в пущі мешкають вовк, лисиця, рись, куниця лісова. Великі копитні — дикий кабан, олень благородний, сарна, лось — є мисливськими видами та чисельність їх оптимізується.
У Біловезькій пущі та її околицях нараховано 227 видів птахів, 40 з них занесені в Червону книгу Республіки Білорусь. В герпетофауні налічується 11 видів земноводних і 7 видів плазунів. У водоймах мешкає 24 види риб. Найчисленніші щука, плотва, лин, йорж, окунь. Біловезька Пуща має багатющу фауну безхребетних. Тільки комах тут налічується близько 8500 видів.
У 1969 році в Радянському Союзі була випущена серія поштових марок присвячених тваринному світові Біловезької пущі:

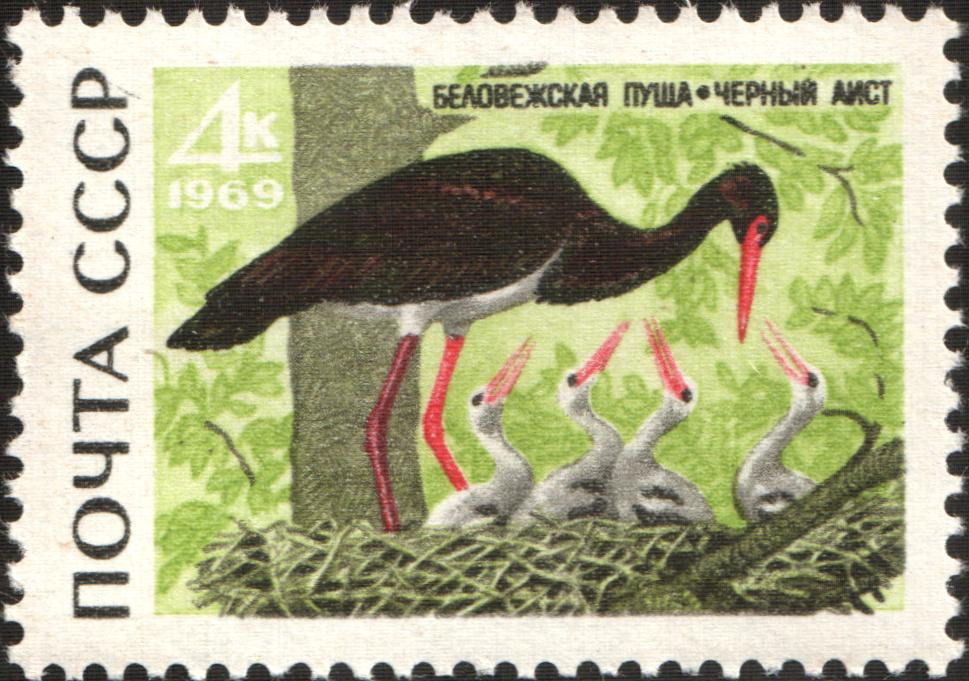
Чорний лелека
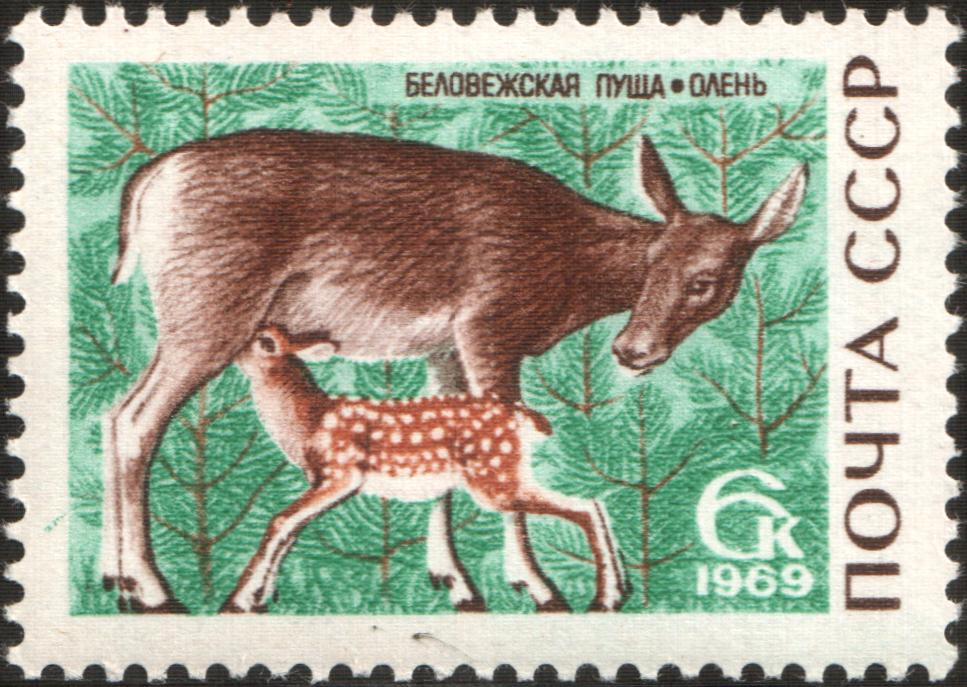
Олень
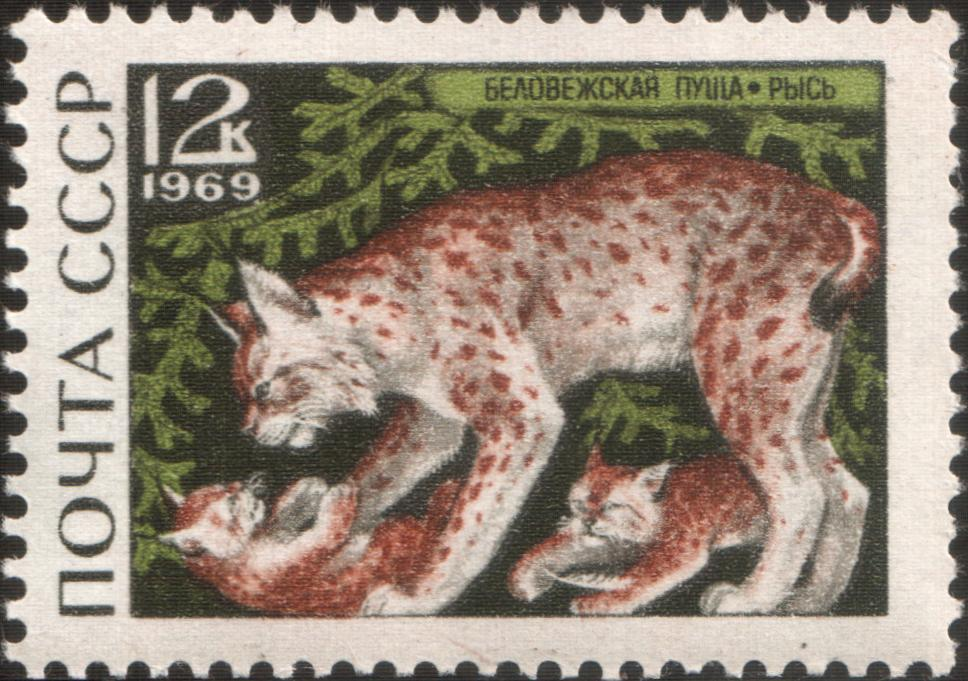
Рись
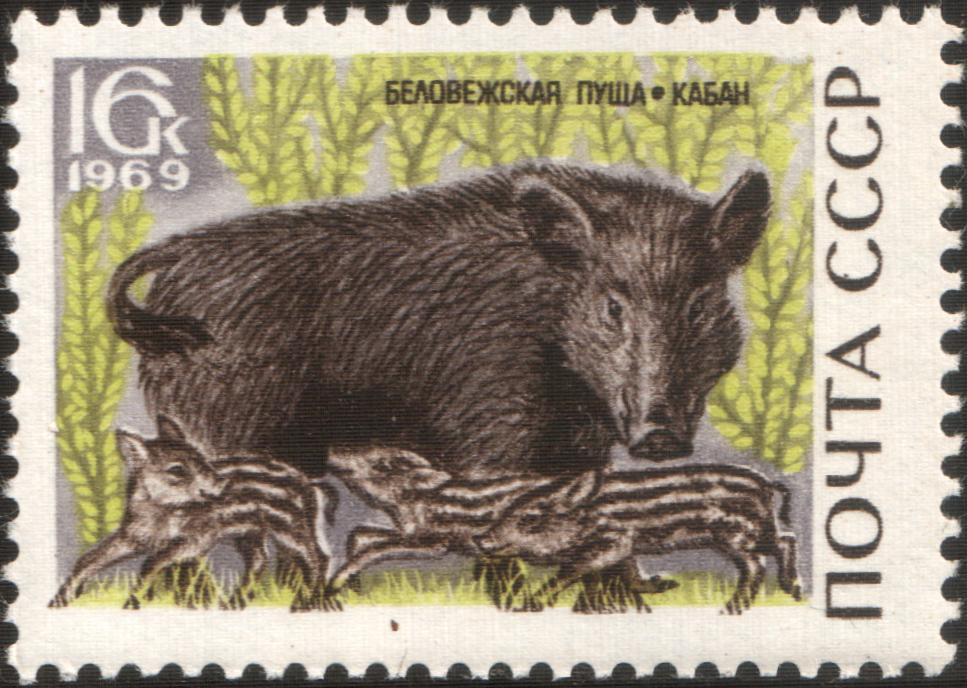
Кабан
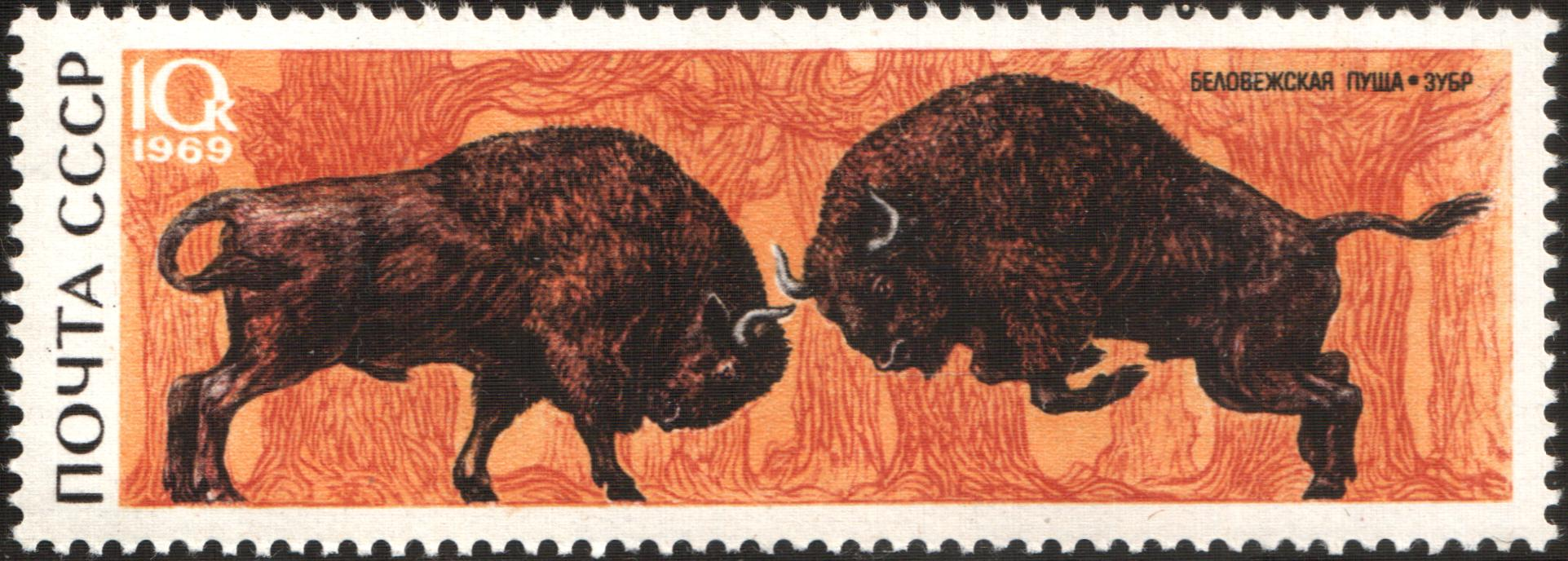
Зубр

### Зубри

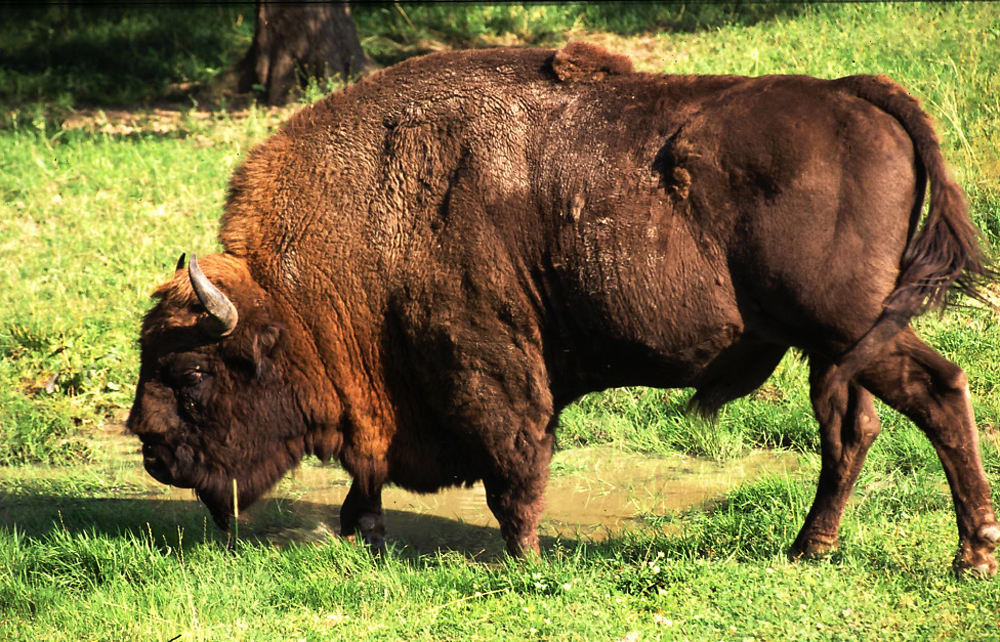
Зубр

Біловезька пуща стала широко відомою на початку XIX століття, коли виявилося, що в її лісах збереглася значна кількість зубрів, винищених в інших місцях Європи. У 1803 році спеціальним законом полювання на зубрів було заборонене, а згодом вироблено ряд заходів, спрямованих на збереження цих рідкісних тварин (підгодовування, утримання в спеціальних загонах). На початку XX століття в Біловезької пущі налічувалося вже близько 700 зубрів, проте під час Першої світової війни вони були повністю винищені. Після війни в Біловезьку пущу було завезено з зоопарків для відновлення стада кілька зубрів. У 1941 році їх налічувалося 19 голів. Під час Другої світової війни це стадо майже все загинуло. Ті тварини, що залишилися, стали вихідними для створення нового стада зубрів. У 1959 році в лісах Біловезької пущі перебувало 23 зубри й 14 утримувались в загорожі, крім того, 13 зубрів вивезено в зоопарки та інші заповідники.